# Grube Cedernwald
Die Grube Cedernwald ist eine ehemalige Braunkohle-Grube des Bensberger Erzreviers in Bergisch Gladbach. Das Gelände gehört zum Stadtteil Stadtmitte. Die Grube lag im Bereich der südlichsten Gebäudeteile der heutigen Papierfabrik Zanders.

## Geschichte
Die älteste Urkunde über den Trassabbau im Cederwald stammt vom 3. September 1765. Dabei handelt es sich um einen Pachtvertrag auf 24 Jahre zwischen der Malteserkommende zu St. Johann und Cordula in Köln und Johann Bützler über die neu anzulegende Trassgrube im Cederwald. Am 22. November 1766 erhielt die Malteserkommende für ihren Pächter Bützler von der Kellnerei des Amtes Porz die Erlaubnis, im Cederwald Trass stechen zu dürfen. Die Kellnereirechnung vom 6. Februar 1777 weist aus, dass die Abgaben in Form einer Konzessionsgebühr den Betrieb der Kalköfen und das Abstechen von Trass betroffen haben. Am 10. Oktober 1839 stellte das Bergamt Siegen fest, dass die Grube in der Vergangenheit immer noch keinen Namen erhalten hatte. Aufgrund des Mutungsgesuches des Heinrich Fues für die Erben Gerhard Jakob Fues vom 29. August 1839 entschied man sich für den Namen Cedernwald. Am 18. Dezember 1839 teilte Heinrich Fues dem Oberbergamt Bonn mit, dass Bohrversuche günstige Ergebnisse erbracht hätten. Nachdem am 21. Dezember 1839 eine Feldesbesichtigung durch den  Berggeschworenen Behner in Anwesenheit von Urban Odenthal, Gerhard Hölzer und Heinrich Fues stattgefunden hatte, erfolgte die Belehnung des Grubenfeldes Cedernwald am 13. März 1840 an Heinrich Fues für die Handlung G. J. Fues Erben. Im Jahr 1859 vereinigten sich die Gewerkschaften der Gruben Cedernwald, Johann Wilhelm und Heidkampsmaaßen zu einer gemeinschaftlichen Anlage mit Dampfmaschinenbetrieb.

### Betrieb
Aus einer undatierten Übersicht des Jean Baptiste de Caluwé über den Betrieb der Kalköfen ergibt sich, dass man von 1767 bis 1784 Jahr für Jahr Trass aus dem Cederwald für das Betreiben der Kalköfen gebraucht hat. Der Malteserkommende war im Jahr 1803 im Zusammenhang mit der Säkularisation die Konzession „zur Brechung der Braunkohle im Zederwald“ entzogen worden. Über den weiteren Betrieb sind keine Angaben vorhanden.

## Lage und Relikte
Das Grubenfeld Cedernwald grenzte im Westen an die Cederstraße, im Süden an die Heidkamper Straße und im Norden an die heutige Bebauung der Papierfabrik Zanders. Es sind keine Relikte mehr vorhanden.